# سیچیو تروا
سیچیو تروا (انگلیسی: Ciccio Troise؛ زادهٔ) بازیکن فوتبال است.